# Liste der Ramsar-Gebiete in der Demokratischen Republik Kongo
Liste der Ramsar-Gebiete in der Demokratischen Republik Kongo umfasst alle in der Demokratischen Republik Kongo ausgewiesenen Ramsar-Gebiete. Die ersten beiden wurden im Januar 1996 ausgewiesen. Stand Oktober 2024 sind es insgesamt vier Ramsar-Gebiete.

## Liste der Ramsar-Gebiete der Demokratischen Republik Kongo
| Name des Gebiets                                      | Bild           | Lage                                         | Koordinaten                 | Fläche [ha] | Ramsar-Gebietsnr. | Ausweisungs- datum | Bemerkungen |
| ----------------------------------------------------- | -------------- | -------------------------------------------- | --------------------------- | ----------- | ----------------- | ------------------ | --- |
| Bassin de la Lufira                                   | Bild gesucht   | Haut Katanga, Haut Lomami und Lualaba        | 9° 20′ 57″ S, 26° 54′ 51″ O | 4.470.993,2 | 2318              | 31. Okt. 2017      | |
| Ngiri-Tumba-Maindombe                                 | weitere Bilder | Équateur, Mai-Ndombe, Sud-Ubangi und Mongala | 0° 39′ 28″ N, 18° 0′ 52″ O  | 6.569.624   | 1784              | 24. Juli 2008      | umfasst den Tumbasee und liegt an der Grenze zur Republik Kongo und ist Teil eines grenzüberschreitenden Gebiets                                                      |
| Parc national des Mangroves                           | weitere Bilder | Kongo Central                                | 5° 45′ 0″ S, 12° 45′ 0″ O   | 66.000      | 788               | 18. Jan. 1996      | |
| Virunga-Nationalpark (frz. Parc national des Virunga) | weitere Bilder | Nord-Kivu                                    | 1° 15′ 0″ S, 29° 30′ 0″ O   | 800.000     | 787               | 18. Jan. 1996      | An den namensgebenden Virunga-Vulkanen, angrenzend an Ruanda und den dortigen Vulkan-Nationalpark gelegen. Das Gebiet ist bekannt für die dort lebenden Berggorillas. |